# (6785) 1990 VA7
(6785) 1990 VA7 (1990 VA7, 1967 UK, 1973 YM, 1978 TH4, 1979 YL2, 1984 UU4) — астероїд головного поясу.
Тіссеранів параметр щодо Юпітера — 3,097.